# Dante Carzaniga
Dante Carzaniga (Arcore, 16 gennaio 1953 – Schio, 19 marzo 2025) è stato un allenatore di pallacanestro italiano.

## Carriera
Nel 1983-1984 allenò il Geas Sesto San Giovanni. Era reduce dalle esperienze nella maschile con la Celana e il Villasanta. Nel 1984-1985 allena il Villasanta in A2 femminile.
Nel 1986-1987 guidò la Comense e la squadra Galaxy dell'All-Star Game 1987.
Allenò in Serie A1 lo Schio con il quale vinse una Coppa Italia nel 1996 e con l'Alcamo.
Nel 2006-2007 fu confermato alla guida della Pakelo San Bonifacio.
Ebbe un ictus nel 2008. Morì nel 2025 a Schio..